# SimCity (videohra, 2013)
SimCity je multiplayerová budovatelská strategie zaměřená na plánování a rozvoj měst, kterou vyvinulo studio Maxis Emeryville a vydala společnost Electronic Arts. Hra byla vydána na začátku března 2013 pro operační systém Microsoft Windows. Jedná se o restart série SimCity a je prvním hlavním dílem od vydání SimCity 4. Verze pro MacOS byla vydána 29. srpna 2013.

## Vývoj
Oficiální oznámení o výrobě a práci na hře bylo učiněno 6. března 2012 během ukázky na Game Developers Conference. Na veletrhu Electronic Entertainment Expo 2012 vývojáři představili dva nové trailery ke hře a zároveň poprvé ukázali možnosti nového enginu GlassBox.

## Hratelnost
Hráč může vytvářet osady, které se mohou rozrůst v město, a to rozdělením pozemků pro obytnou, obchodní nebo průmyslovou zónu, následně i budování a údržba veřejných služeb, dopravy a inženýrských sítí. Hra využívá nový engine GlassBox, který umožňuje detailnější simulaci než předchozí díly. Tento engine získal uznání kritiků za přepracovanou hratelnost. Ve hře je i multiplayer, který umožnuje mezi městy obchodovat a sdílet zdroje.

### Hudba
Autorem orchestrální hudby ke hře je Chris Tilton.

### Prodeje
Během prvních dvou týdnů se hry prodalo přes 1,1 milionu kopií, z čehož 54 % tvořila verze ke stažení. V červenci 2013 se hry prodalo přes dva miliony kopií.

## Recenze
První recenze hry se na internetu objevily již 4. března. Recenzní portály hodnotily hru v porovnání s předchozími díly průměrně, Gamespot udělil hodnocení 5/10, IGN 5/10 (nyní 7/10), Metacritic 66/100. Novináři kladně hodnotili grafiku a přístupnost pro nové hráče, ale zpochybňovali příliš malé mapy pro stavbu měst a chybějící možnost vyzkoušet hru online (hodnocení verze hry v době, kdy servery pro běžné hráče ještě nebyly v provozu).

## Po uvedení
Katastrofální problémy se servery při spuštění hry vedly v následujících letech k rozsáhlejším změnám ve společnostech Maxis a EA, jež se odklonila od různých žánrů, které vyvíjela. To mělo za následek zásadní změny v The Sims 4, který byl v té době vyvíjen jako always-online multiplayerový titul. Hra byla přepracována jako titul pro jednoho hráče.
Kromě přepracovaného mobilního titulu SimCity: Buildit z roku 2014.[ujasnit] Negativní přijetí hry také podnítilo společnost Paradox Interactive, aby dala zelenou vývoji své hry Cities: Skylines, která vyšla v roce 2015.